# Ascenseur de Strépy-Thieu

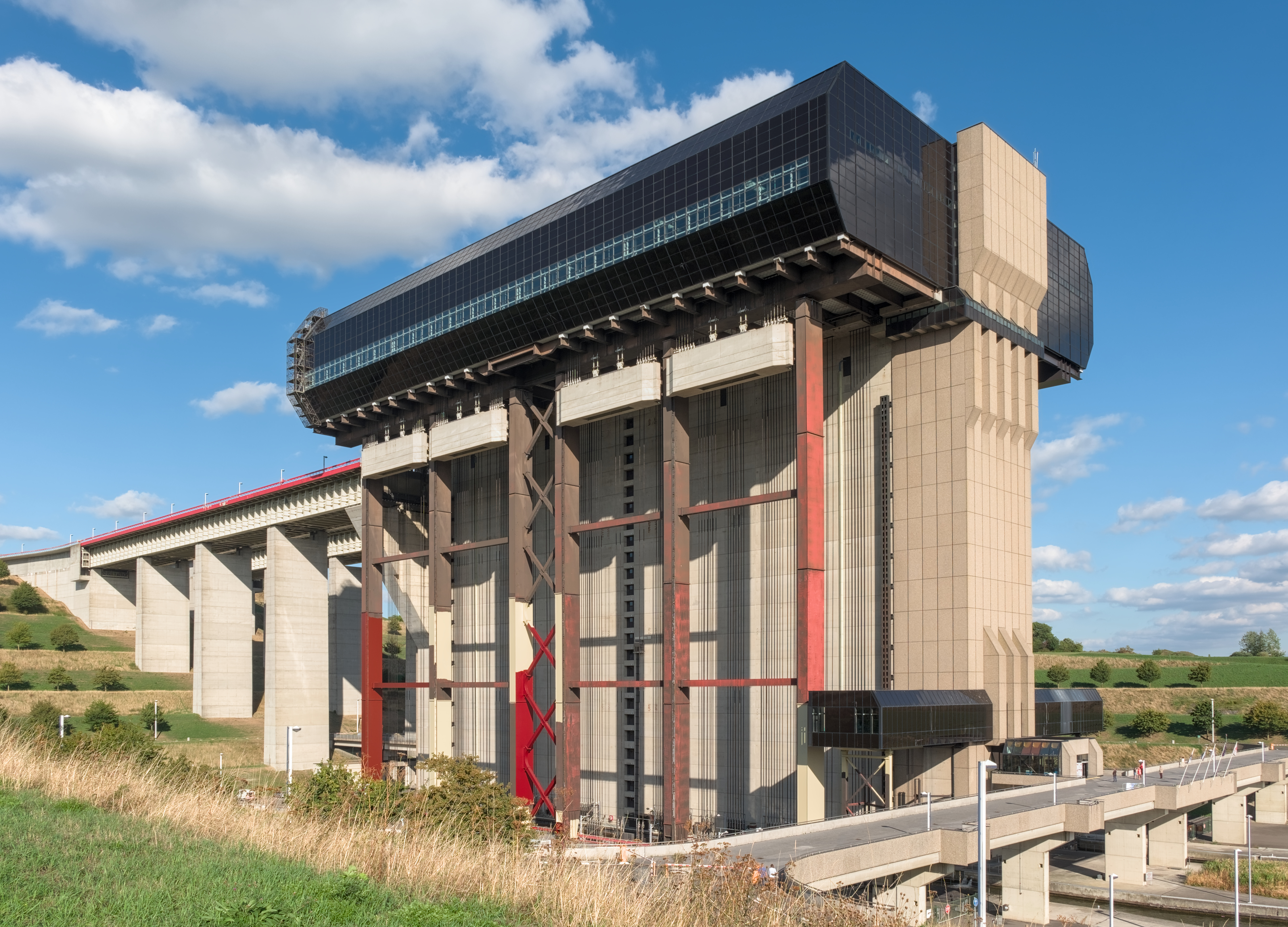
L’ascenseur et son pont-canal.

L’ascenseur de Strépy-Thieu est un ascenseur à bateaux double situé en Belgique, sur le canal du Centre en Région wallonne dans la province de Hainaut. 
Commencé en 1982 et inauguré en 2002, il permet, grâce à ses deux bacs indépendants, le franchissement d'une dénivellation de 73,15 mètres entre le bassin de l'Escaut et un bief de partage (d'une altitude de 121,10 mètres) vers le bassin de la Meuse comprenant également une section du canal Bruxelles-Charleroi, limitée par le plan incliné de Ronquières (au nord) et l'écluse de Viesville (au sud). La jonction entre le canal du Centre et le canal Bruxelles-Charleroi a lieu à Seneffe. L’ascenseur remplace désormais six ouvrages, les quatre ascenseurs à bateaux du canal du Centre et deux écluses, ce en permettant une faible perte d'eau au niveau du bief de partage. Il constitue la fin d'un programme de mise au gabarit de 1 350 tonnes des voies navigables belges et permet le passage de bateaux de ce gabarit entre le bassin de la Meuse et celui de l'Escaut. 
Il a été jusqu'au 18 septembre 2016 le plus grand ascenseur à bateaux du monde, date à laquelle l'ascenseur à bateaux du barrage des Trois Gorges est inauguré. Grâce à son bac unique, l'ascenseur chinois permet désormais à des navires de 3 000 tonnes de franchir la dénivellation de 113 mètres en 40 minutes, plutôt qu'en trois heures via l'escalier d'eau existant.
En 2006, l'ascenseur de Strépy-Thieu a permis une croissance du trafic fluvial sur le canal du Centre de 22,7 %, ce qui porte la croissance totale depuis 2004 à 80 %.
Après un tassement significatif en 2008 (-5 %) et 2009 (-14 %), l'ascenseur a connu une forte progression du trafic en 2010 (+28 %), et une relative stabilité en 2011.[réf. souhaitée]

Emplacements de l'ascenseur de Strépy-Thieu (A) et des quatre ascenseurs qu'il remplace.

## Histoire
Le besoin d'un nouveau canal émerge avec l'accord européen pour la standardisation des péniches à 1 350 tonnes. Pour rattraper le dénivelé important, plusieurs propositions sont émises. La solution retenue en 1977 est celle d'un ascenseur unique, alors considérée comme la moins chère et la moins consommatrice d'énergie. Le coût est alors estimé à 187 M€ et les travaux débutent en mai 1982, prévus pour durer dix ans. Au début, le chantier bénéficie des compensations liées à l'aménagement du port de Bruges-Zeebruges, mais en 1989 avec la régionalisation des travaux publics, la Wallonie manque d'argent, parvenant tout juste à financer les frais fixes du chantier, qui engloutit treize à vingt-cinq millions d'euros par an. L'aide de l'Union européenne, des prêts de la Banque européenne d'investissement et des capitaux wallons permettent finalement l'achèvement du projet et son inauguration le 1er septembre 2002.

## Caractéristiques techniques
L'ascenseur de Strépy-Thieu fait 117 m de haut pour une masse de 220 000 t. Il voit passer en moyenne vingt péniches par jour. Son dénivelé est de 73,15 m. La descente dure sept minutes.

## Tonnage et nombre de bateaux
| Année | Tonnage (en milliers) | Nombre de bateaux | Nombre de bateaux chargés |
| ----- | --------------------- | ----------------- | ------------------------- |
| 2003  | 1 247                 | 3 433             | 2 234                     |
| 2004  | 1 513                 | 4 040             | 2 622                     |
| 2005  | 1 870                 | 4 941             | 3 208                     |
| 2006  | 2 295                 | 5 743             | 4 067                     |
| 2007  | 2 302                 | 5 559             | 4 011                     |
| 2008  | 2 183                 | 5 147             | 3 629                     |
| 2009  | 1 874                 | 4 751             | 3 008                     |
| 2010  | 2 394                 | 5 590             | 3 661                     |
| 2011  | 2 405                 | 5 763             | 3 635                     |
| 2012  | 2 574                 | 5 634             | 3 763                     |
| 2013  | 2 713                 | 6 022             | 3 922                     |
| 2014  | 2 532                 | 6 089             | 3 931                     |
| 2015, | 2 322                 | 5 339             | 3 458                     |
| 2016, | 2 195                 | 4 821             | 3 126                     |
| 2017, | 2 435                 | 5 016             | 3 259                     |
| 2018, | 2 577                 | 5 364             | 3 657                     |
| 2019, | 2 364                 | 5 199             | 3 350                     |
| 2020  | 1 863                 | 4 451             | 2 740                     |
| 2021  | 2 110                 | 4 565             | 3 017                     |

## Transports en commun
Le site bénéficie d'une desserte quotidienne depuis le prolongement jusqu'à l'ascenseur (variante B) de la ligne 30 (Anderlues - Thieu) des TEC Hainaut.

## Importance symbolique
L'ascenseur de Strépy-Thieu est pour les nationalistes flamand le symbole des transferts financiers vers la Wallonie. En janvier 2005, douze camions loués par la N-VA déversent 11,3 milliards d'euros en faux billets au pied de l'ascenseur. Cette somme symbolise, selon le parti politique, les transferts annuels du nord au sud du pays,. En janvier 2015, le Vlaams Belang fait de même avec seize camions, chacun rempli d'un milliard d'euros. 
Cependant, à la suite de la troisième réforme de l'État en 1988, la Région wallonne finance elle-même les travaux. De plus, malgré les dépassements de budget le canal a eu un effet positif : le trafic a été multiplié par six entre 2001 et 2004, atteignant 1,5 million de tonnes annuelles.

## Galerie photos

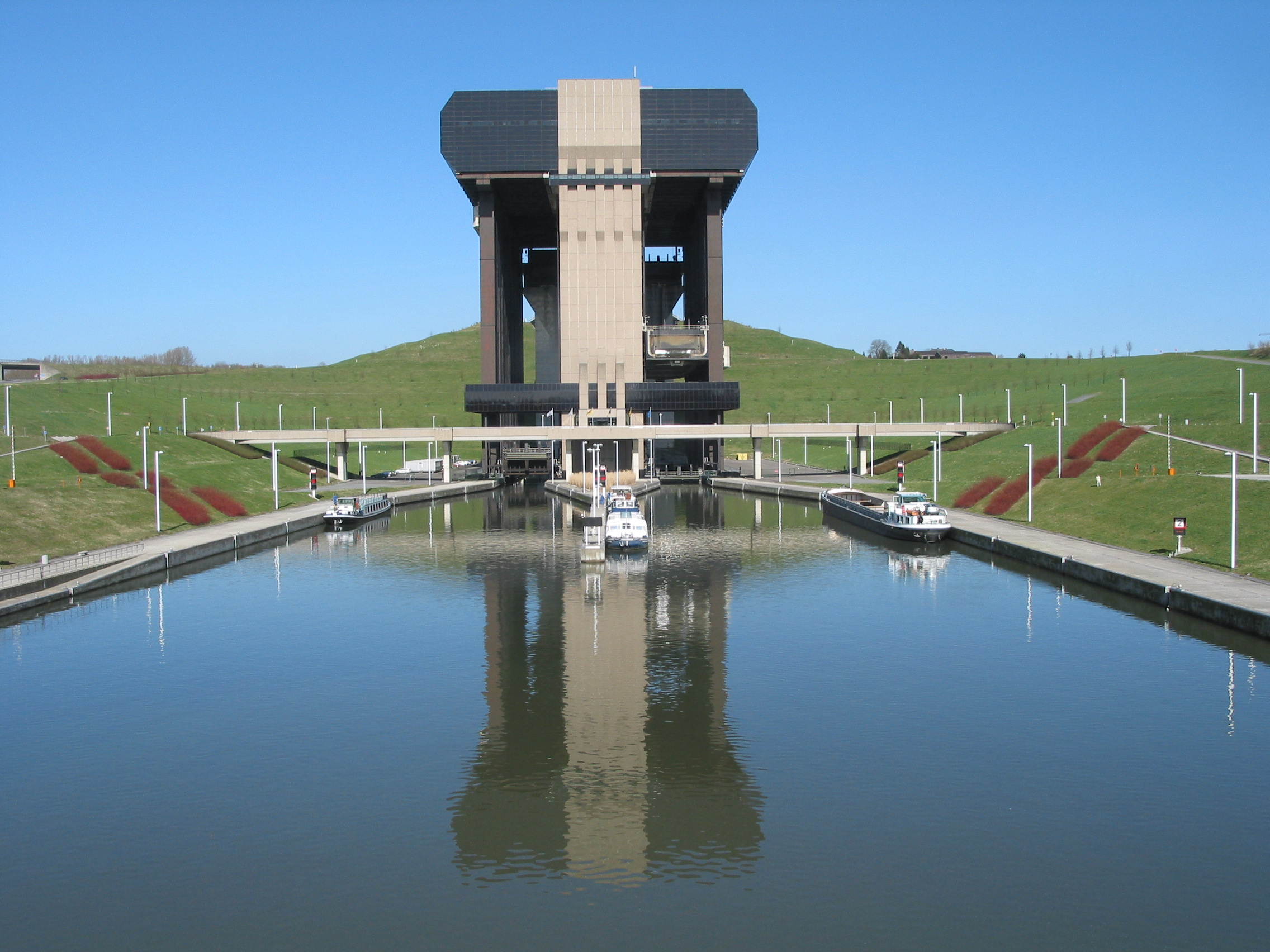
L'ascenseur vu de face avec son bief d'attente.
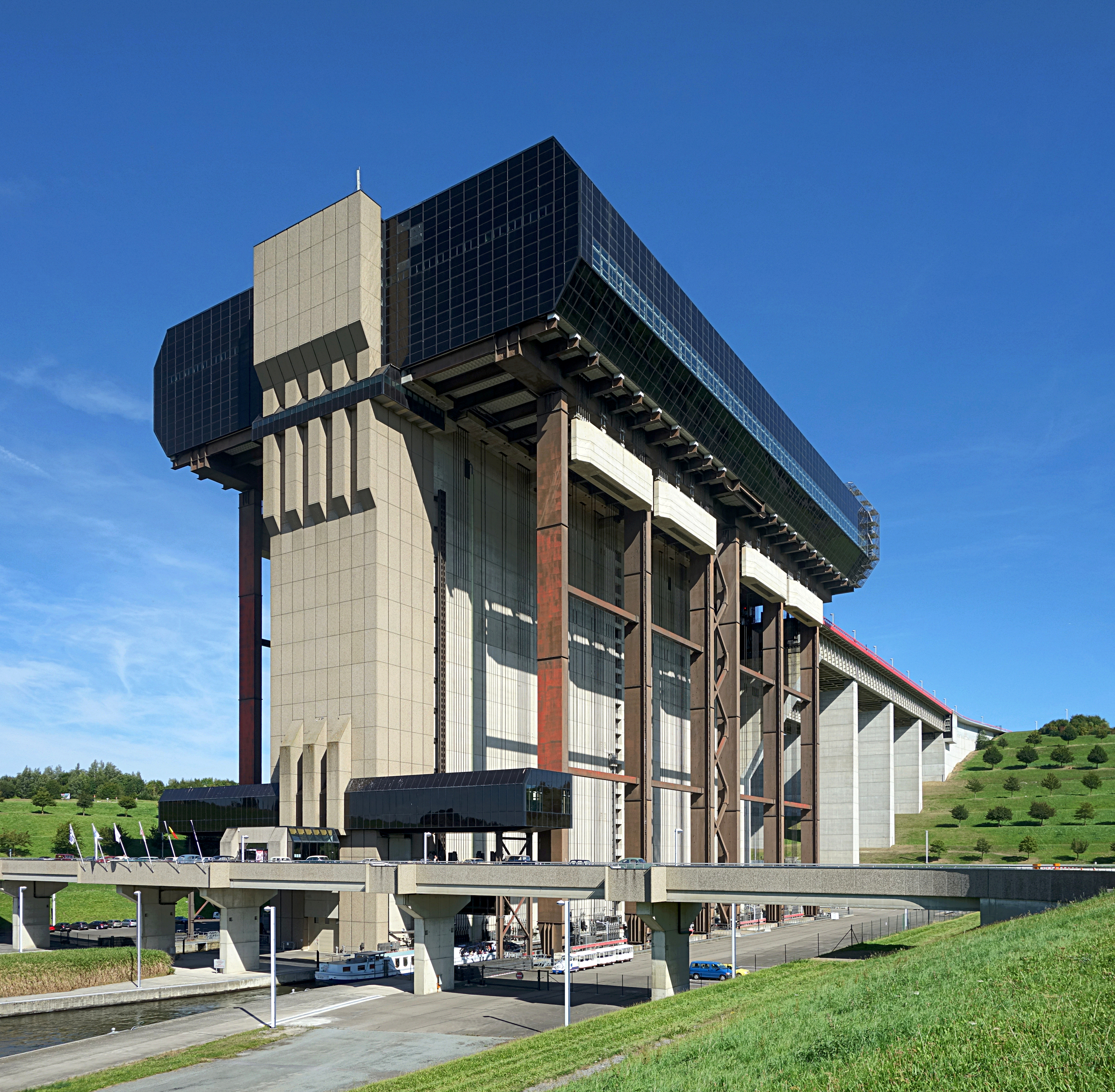
L'ascenseur vu de trois quarts.
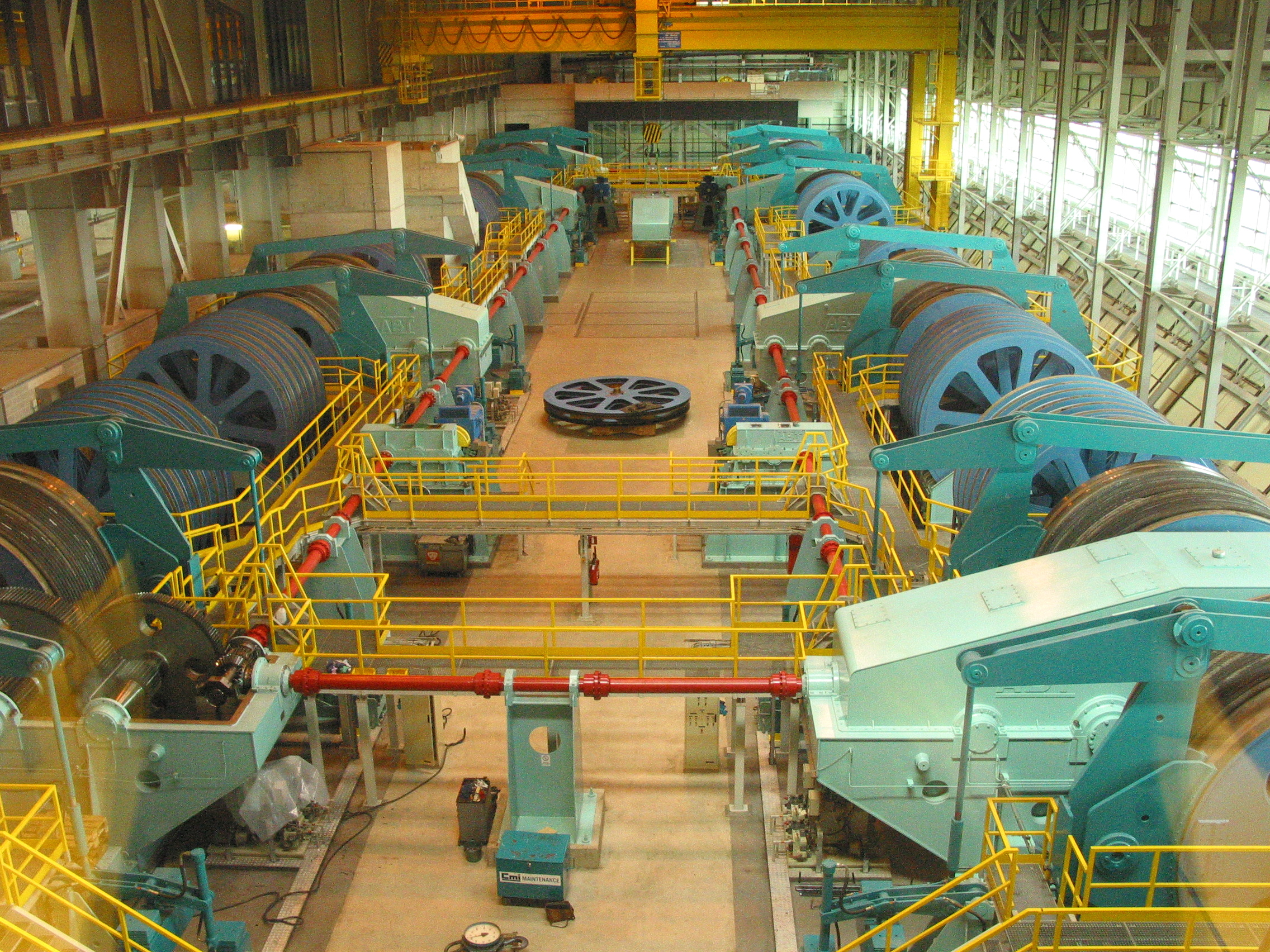
Salle des machines située dans le haut de l'ascenseur.
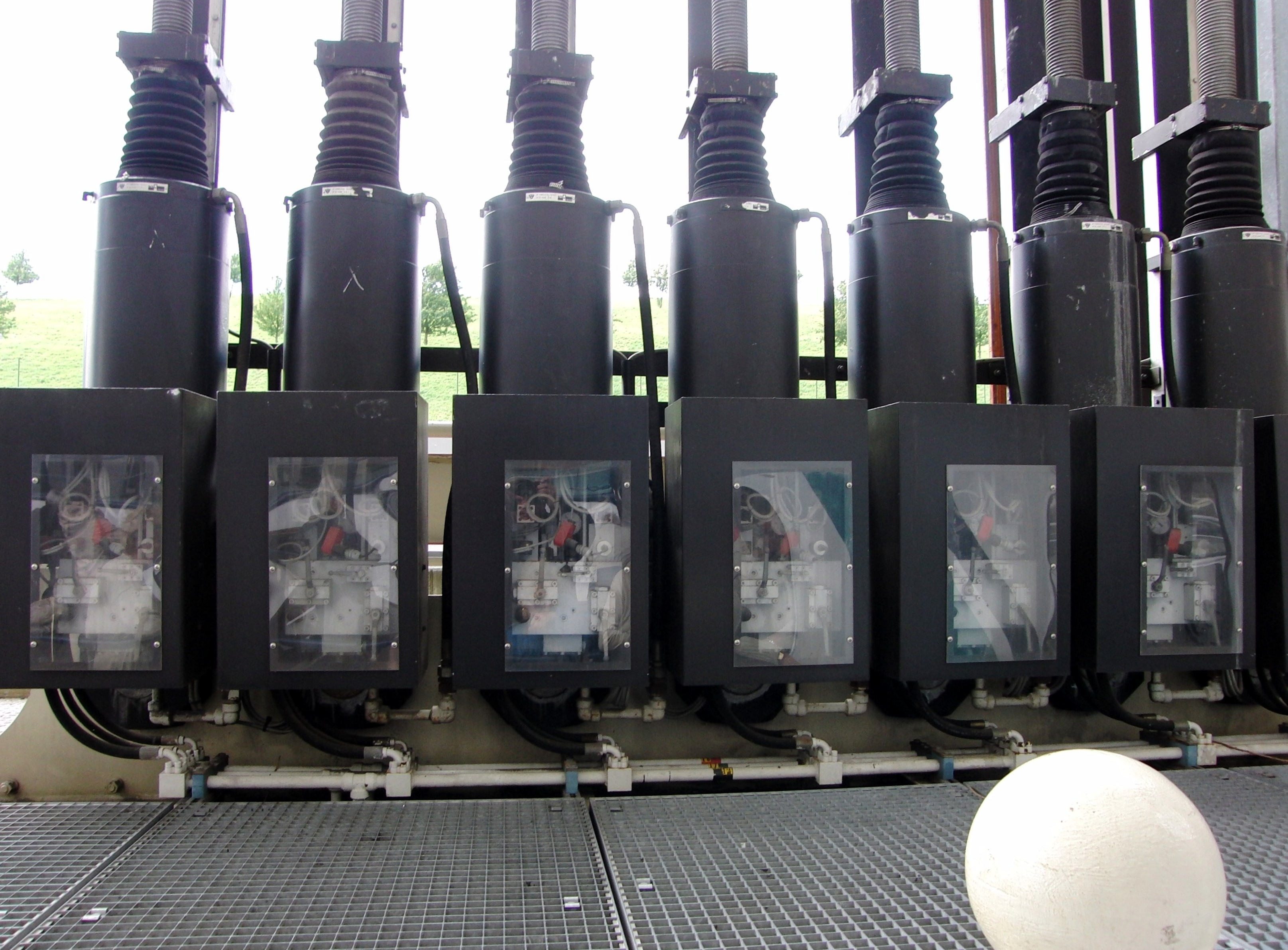
Système d'équilibrage de tension des câbles.
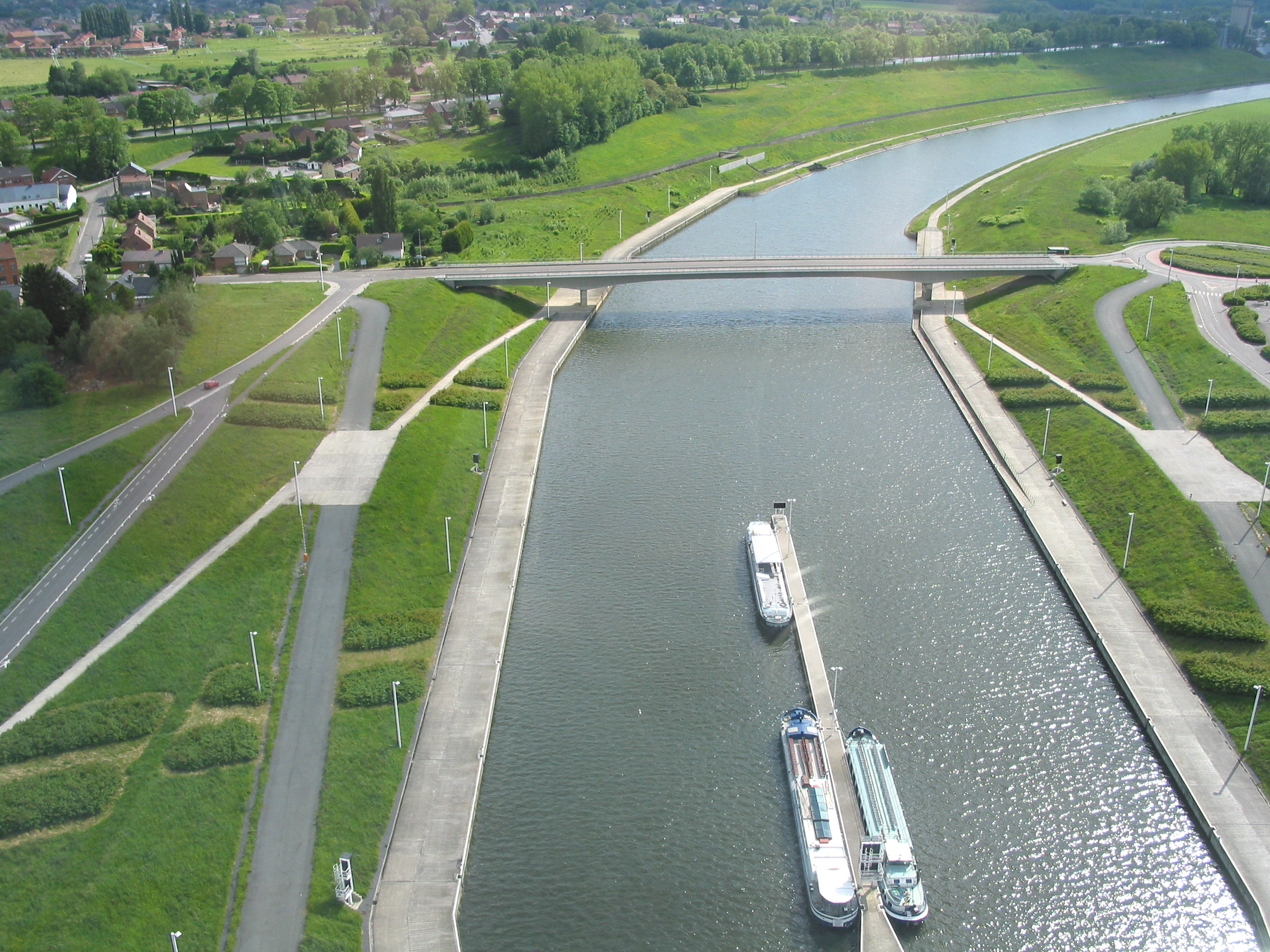
Panorama sur le canal vu depuis la tour de l'ascenseur.